# Monkeytown

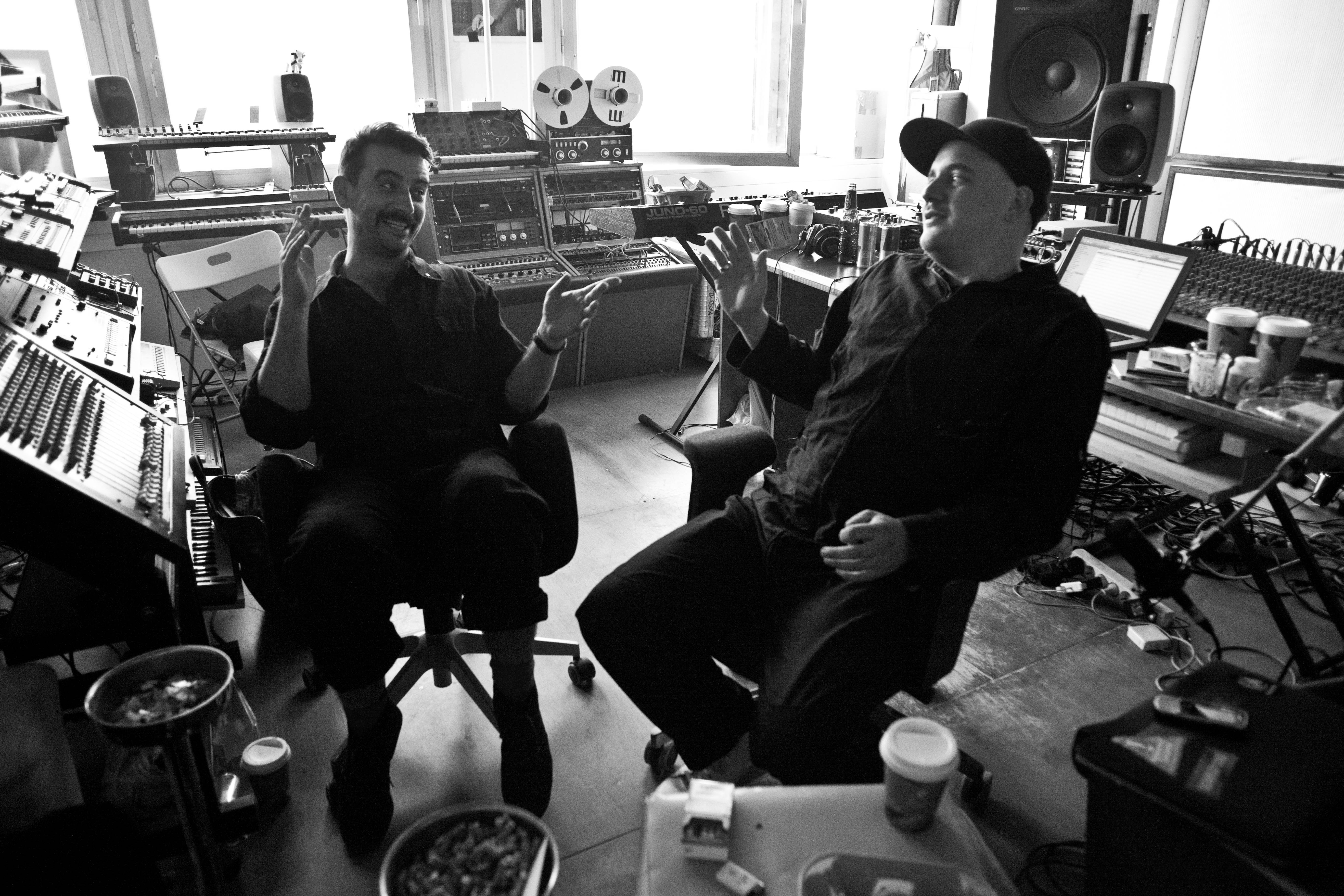
Modeselektor im Studio während/nach der Aufnahme von Monkeytown

Monkeytown ist das dritte Studioalbum des Berliner Elektroduos Modeselektor und wurde am 30. September 2011 auf Modeselektors eigenem Label Monkeytown Records veröffentlicht.

## Hintergrund
Das Album wurde innerhalb von zehn Wochen in Modeselektors eigenem Studio aufgenommen. Es enthält Kollaborationen mit Thom Yorke (Radiohead), Busdriver, Otto von Schirach, Miss Platnum, PVT, Anti-Pop Consortium, Siriusmo und Apparat. Die beiden Songs mit Thom Yorke entstanden anfangs über Mailverkehr und wurden während einer dreitägigen Studiosession, für die der Radiohead Frontmann nach Berlin kam, fertiggestellt.
Das Cover und Artwork des Albums wurde von dem Künstlerkollektiv Pfadfinderei erstellt, mit dem Modeselektor bereits in der Vergangenheit häufiger zusammengearbeitet hat.
Das Album bedient sich verschiedener Genres und enthält Elemente unterschiedlicher Stilrichtung, u. a. IDM, Rap, Techno, R’n’B, Hip-Hop, Electropop und UK Funky.

## Veröffentlichung
Es wurden drei Singles von dem Album veröffentlicht und durch jeweilige Musikvideos unterstützt. Shipwreck erschien als auf 1000 Stück limitierte 7" Vinyl single mit einer weiteren Thom Yorke Collaboration "Dull Hull (Edit V7)" als B-Side. Auf die Doppel-A 12" Single Evil Twin/German Clap, folgte die dritte und letzte Single This mit dem Titel All Buttons In als B-Side, ebenfalls auf 1000 Stück limitiert. Es wurden keine Remixe veröffentlicht.
Am 16. März 2012 erschien die Monkeytown Deluxe Tour Edition, die neben dem Studioalbum, eine CD mit instrumentalen Versionen der Lieder und eine DVD mit Live Material, Interviews und den Musikvideos enthält.

## Titelliste
1. Blue Clouds – 6:03
2. Pretentious Friends (feat. Busdriver) – 3:33
3. Shipwreck (mit Thom Yorke) – 6:14
4. Evil Twin (feat. Otto von Schirach) – 4:01
5. German Clap – 6:34
6. Berlin (feat. Miss Platnum) – 4:44
7. Grillwalker – 4:03
8. Green Light Go (feat. PVT) – 4:50
9. Humanized (feat. Anti Pop Consortium) – 4:22
10. This (mit Thom Yorke) – 6:26
11. War Cry – 4:56

Emergency Call auf Pretentious Friends von Pillow Talk.
Schlagzeug auf Green Light Go von Gordon Boerger.
Zusätzliche Synthesizer auf Green Light Go von Siriusmo.
Gitarre auf War Cry von Sascha Ring aka Apparat.

## Rezeption

### Rezensionen
Bei Metacritic erhielt das Album eine auf 16 Kritiken basierende Wertung von 67 von 100 Punkten, was eine im "Wesentlichen positive" Bewertung bedeutet.
2012 gewann Modeselektor mit dem Album den Echo in der Kategorie Kritikerpreis national.

### Charts und Chartplatzierungen
| ChartsChartplatzierungen | Höchstplatzierung | Wochen |
| ------------------------ | ----------------- | ------ |
| Deutschland (GfK)        | 65 (1 Wo.)        | 1      |

### Auszeichnungen für Musikverkäufe
2015 erhielt das Album zwei Silberne Schallplatten von Impala für über 40.000 verkaufte Einheiten in Europa.
| Land/Region     | Auszeichnungen für Musikverkäufe (Land/Region, Auszeichnung, Verkäufe) | Verkäufe |
| --------------- | ---------------------------------------------------------------------- | -------- |
| Europa (Impala) | 2× Silber                                                              | 40.000   |
| Insgesamt       | 2× Silber ·                                                            | 40.000   |